# Fiorenzuola d'Arda
Fiorenzuola d'Arda es un municipio situado en la provincia de Piacenza, Emilia-Romaña (Italia).

## Demografía
| Gráfica de evolución demográfica de Fiorenzuola d'Arda entre 1861 y 2011 |
|                                                                          |
| Fuente ISTAT - elaboración gráfica de Wikipedia                          |

## Ciudades hermanadas
Fiorenzuola d'Arda está hermanada con las ciudades:
- Camagüey, Cuba.
- Laussonne, Auvernia-Ródano-Alpes, Francia.
- Zenica, Bosnia y Herzegovina.